# Bismoklit
Bismoklit (Mountain 1935) vzorec BiOCl, je čtverečný minerál. Čistý BiOCl se téměř nevyskytuje a vždy obsahuje něco (OH) a tvoří izomorfní řadu s daubréeitem a prakticky je bismoklit chápán do OH < Cl. Tvoří celistvé agregáty, je také zemitý, sloupcovitý až vláknitý a v drobných šupinkatých krystalech. Nacházeny sférolity, pseudomorfózy po primárních minerálech Bi. Umělé krystaly bismoklitu tvoří čtverečné tabulky podle {001} s velmi nízkou vicinální pyramidou.

## Vznik
Druhotný minerál, vzniká alterací vizmutu a bismutinu. Uměle vzniká v drobných krystalech při hydrolýze BiCl3 v HCl.

## Vlastnosti
- Fyzikální – Barvu má bělavou, krémově bílou, světle zelenou, šedavou a žlutavě hnědou. Šedavé vzorky mají často na čerstvém lomu téměř bílou barvu, která bývá nerovnoměrná v mase celého vzorku. Lesk má mastný, hedvábný, perleťový na štěpných plochách, v celistvých agregátech jen mdlý až zemitý. Má dokonalou štěpnost podle {001}, plastický a ohebný.
- Chemické -
- Optické -

## Využití
Jedná se o sběratelskou raritu, vyhledávanou převážně do mineralogických sbírek.

## Naleziště
Původně nalezen na Jackals Water (29 km ssv. od Steinfordu, Namaqualand, Jižní Afrika) v drobně krystalických agregátech promíšených drobnými šupinkami muskovitu s bismutinem v pegmatitu. Z ložiska Karaoba v Kazachstánu známy kryptokrystalické agregáty o rozměrech 5 × 3 × 2 cm.